# Rex Ingram

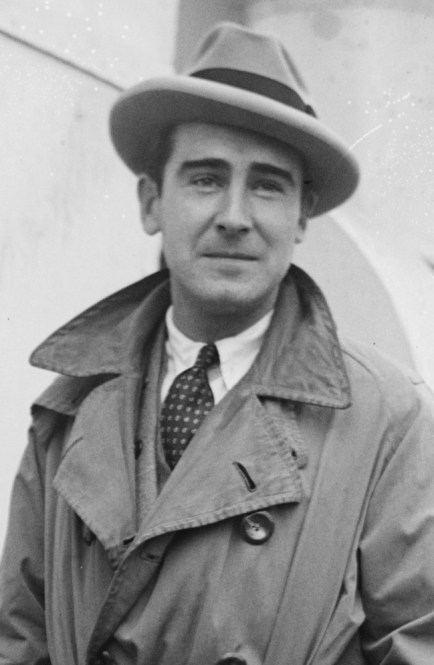
Rex Ingram

Rex Ingram (eigentlich: Reginald Ingram Montgomery Hitchcock; * 15. Januar 1892 in Dublin, Irland; † 21. Juli 1950 in Hollywood, Los Angeles) war ein US-amerikanischer Filmregisseur irischer Herkunft.

## Leben
Ausbildung als Bildhauer in Yale, 1913 Engagements bei der Edison Company als Bühnenbildner, Drehbuchautor und Schauspieler. 1915/16 erste Filme als Regisseur, erst bei Fox, dann bei Universal. 1921 führte er Rudolph Valentino in dessen bedeutendster Rolle in The Four Horsemen of the Apocalypse; der Film wird zu einem absoluten Kritiker- und Publikumserfolg und garantierte der damals angeschlagenen Metro volle Kassen. Obwohl oft vermeldet, war Ingram nie an der Herstellung von Ben Hur 1923–25 beteiligt, nach dem Abbruch der ersten Dreharbeiten in Rom ging die Regie an Fred Niblo.
Ingram zog nach Frankreich, baute das Studio Victorine in Nizza aus und realisierte dort u. a. Mare Nostrum und Der Magier. Nachdem er Hollywood endgültig den Rücken gedreht hatte, inszenierte er 1931/32 seinen einzigen Tonfilm, Baroud in einer englischen und einer französischen Fassung. Es war auch sein letzter Film, fortan wandte er sich wieder der Bildhauerei zu, reiste, lebte mehrere Jahre in Kairo, verfasste zwei Romane. 1950 starb er an den Spätfolgen einer Krankheit, die er sich bei Dreharbeiten in Afrika zugezogen hatte.
Er war mit der Schauspielerin Alice Terry verheiratet.

## Filmografie
- 1914: The Symphony of Souls
- 1916: The Great Problem
- 1916: Broken Fetters
- 1916: The Calice of Sorrows
- 1917: Black Orchids
- 1917: The Reward of the Faithless
- 1917: The Pulse of Life
- 1917: The Flower of Doom
- 1917: The Little Terror
- 1918: His Robe of Honor
- 1918: Humdrum Brown
- 1919: The Day She Paid
- 1920: Shore Acres
- 1920: Under Crimson Skies
- 1920: Hearts are Trumps
- 1921: The Four Horsemen of the Apocalypse
- 1921: Siegende Kraft (The Conquering Power)
- 1922: Der Gefangene von Zenda (The Prisoner of Zenda)
- 1922: Die Schlange von Paris (Trifling Women)
- 1923: Die Flucht aus dem Paradies (Where the Pavement Ends)
- 1923: Scaramouche
- 1924: Araber (The Arab)
- 1926: Mare Nostrum
- 1926: Der Magier (The Magician)
- 1927: Das größte Opfer (The Garden of Allah)
- 1928: Die drei Leidenschaften (The Three Passions)
- 1932: Baroud